# Konversation
Konversation 是以KDE平台為基礎的網際網路中繼聊天（IRC）客戶端，並且是在GNU 通用公共授權條款下發布的自由軟體。 Konversation 目前在 KDE Extragear 模組中維護，也就是說，它有自己獨立於 KDE 的發布週期。在許多著名的Linux發行版中這是預設的 IRC 客戶端，如 openSUSE 和 Fedora 的 KDE版本。

## 特色
Konversation 支援 IPv6 的連接，提供 SSL 伺服器支援，並支援Blowfish加密。

## 外部連結
- Konversation Homepage （页面存档备份，存于）
- Konversation at BerliOS
- Freecode上的Konversation
- SourceForge.net上的Konversation